# Дивље
Дивље (мкд. Дивље) је насеље у Северној Македонији, у северном делу државе. Дивље припада општини Петровец, која припада приградском делу Области Града Скопља.

## Географија
Дивље је смештено у северном делу Северне Македоније. Од најближег града, Скопља, село је удаљено 35 km источно.
Село Дивље се налази у историјској области Блатија. Село је положено на Градиштанској планини, која затвара Скопску котлину са истока, на приближно 680 метара надморске висине.
Месна клима је континентална.

## Становништво
Дивље је према последњем попису из 2021. године имало 3 становника.
Претежна вероисповест месног становништва је православље.
| Национални састав према попису из 2021.‍ | Национални састав према попису из 2021.‍ | Национални састав према попису из 2021.‍ | Национални састав према попису из 2021.‍ | Национални састав према попису из 2021.‍ |
| --------------------------------------- | --------------------------------------- | --------------------------------------- | --------------------------------------- | --------------------------------------- |
|                                         |                                         |                                         |                                         |                                         |
| Македонци                               | Македонци                               |                                         | 3                                       | 100%                                    |